# Gerade Straße (Damaskus)

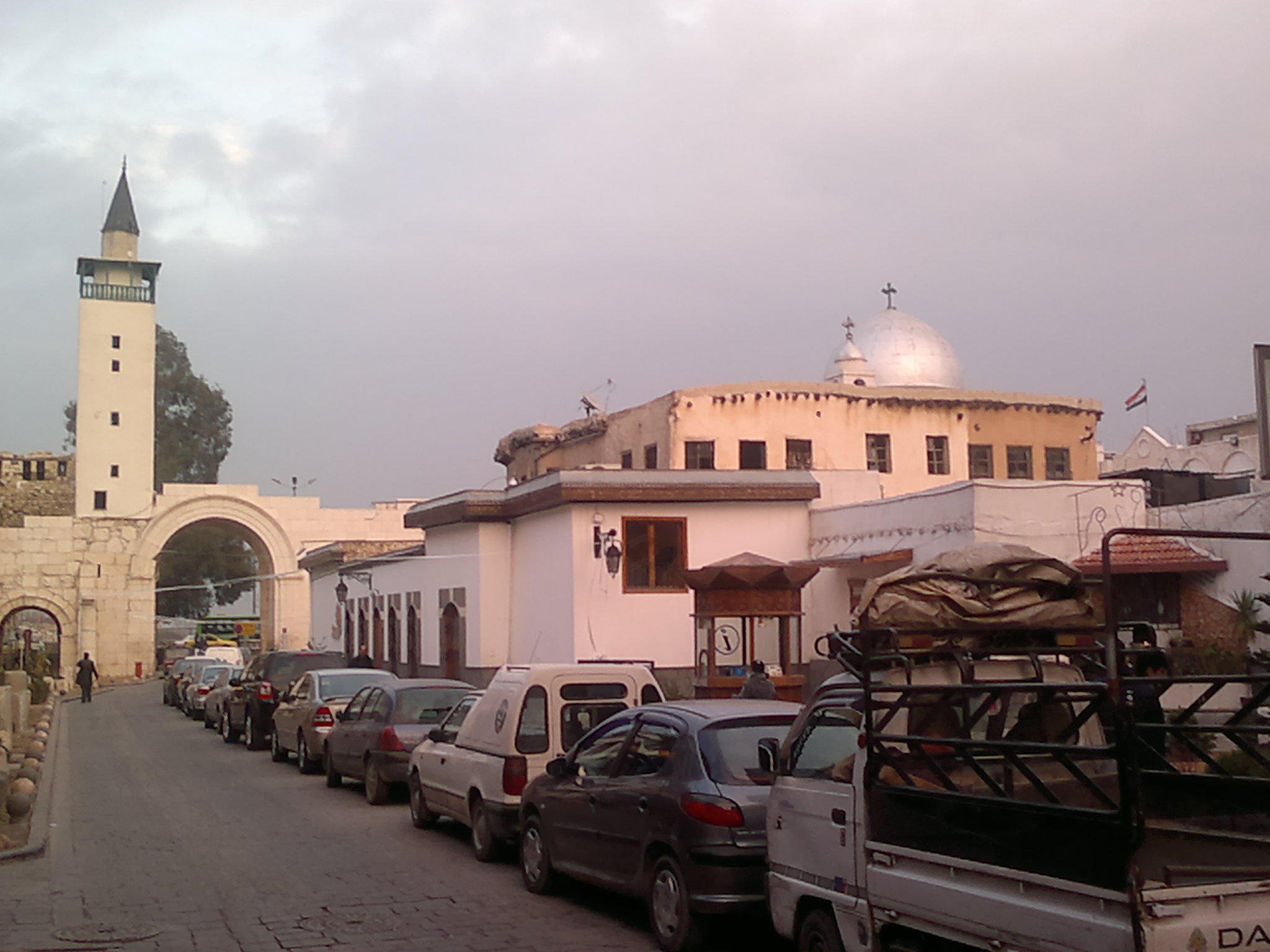
Östliches Ende der Geraden Straße am Osttor (Bab Scharqi) mit der Sankt-Sarkis-Kathedrale. 2011 stauten sich hier am Engpass des historischen Tors stadtauswärts noch die Autos, während andere Teile des Straßenzugs Fußgängerzone waren.

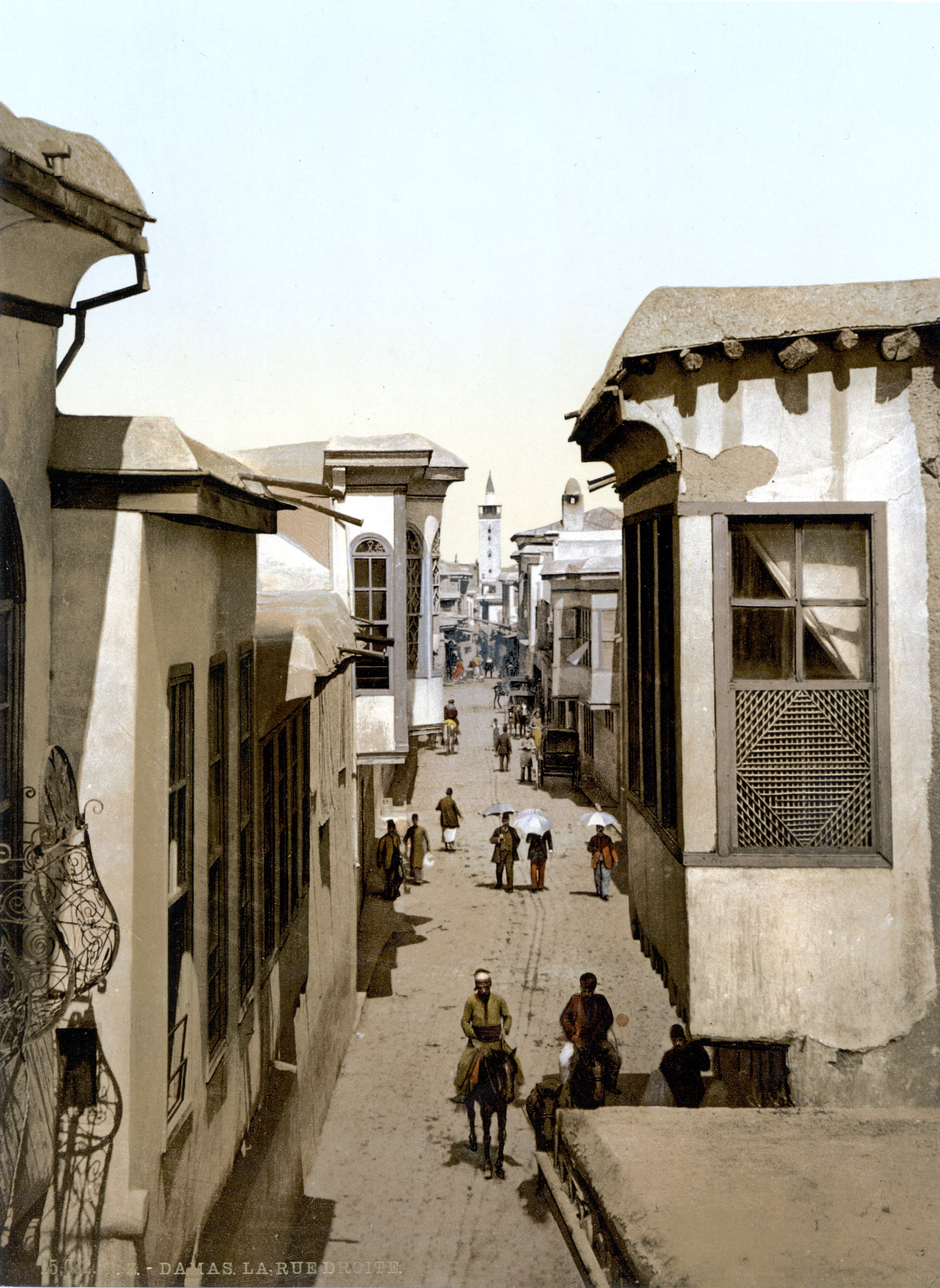
Schāri Bāb Scharqi mit dem Osttor im Hintergrund, ca. 1900

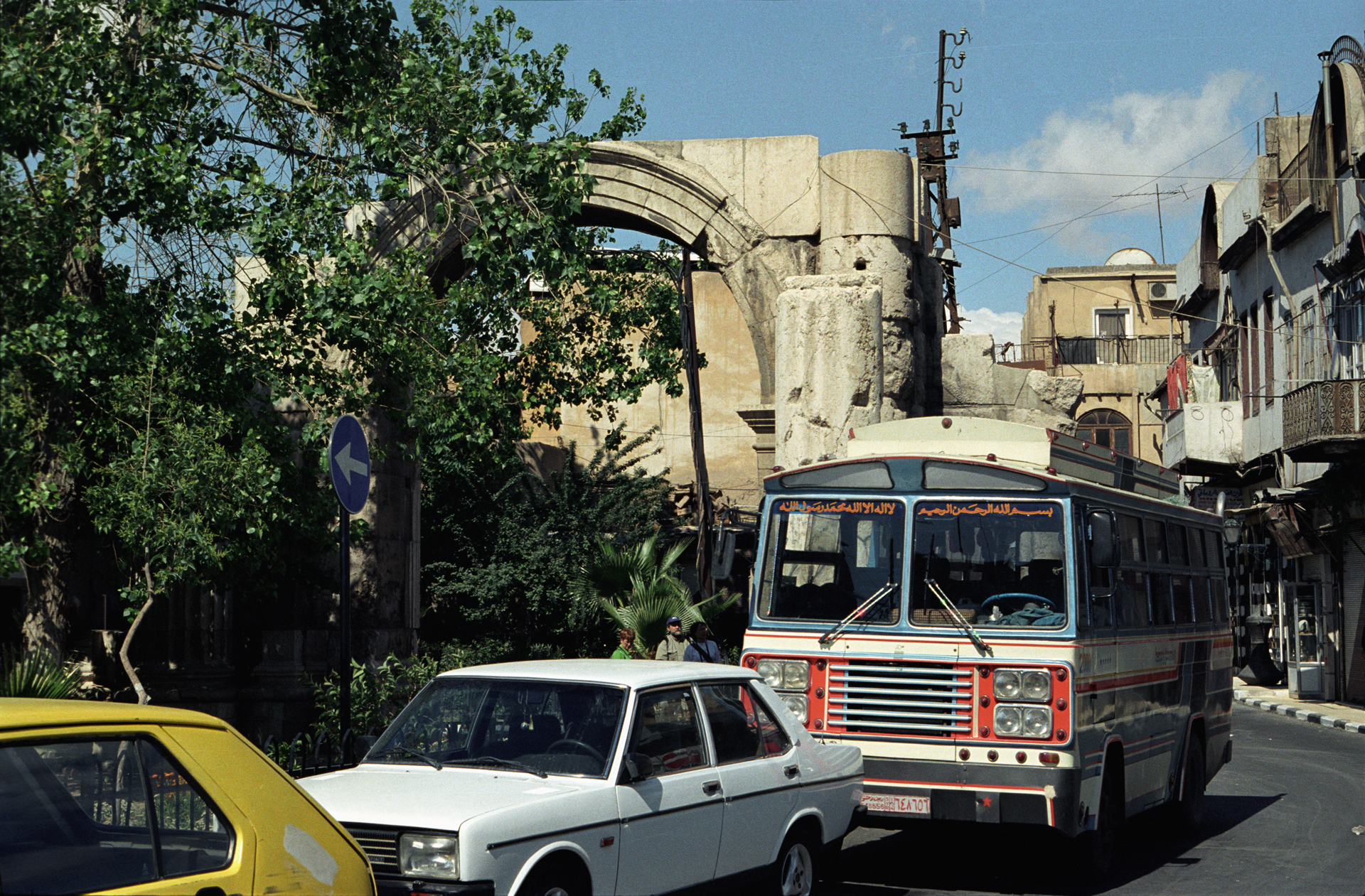
Römischer Triumphbogen 2001 mit starkem Autoverkehr

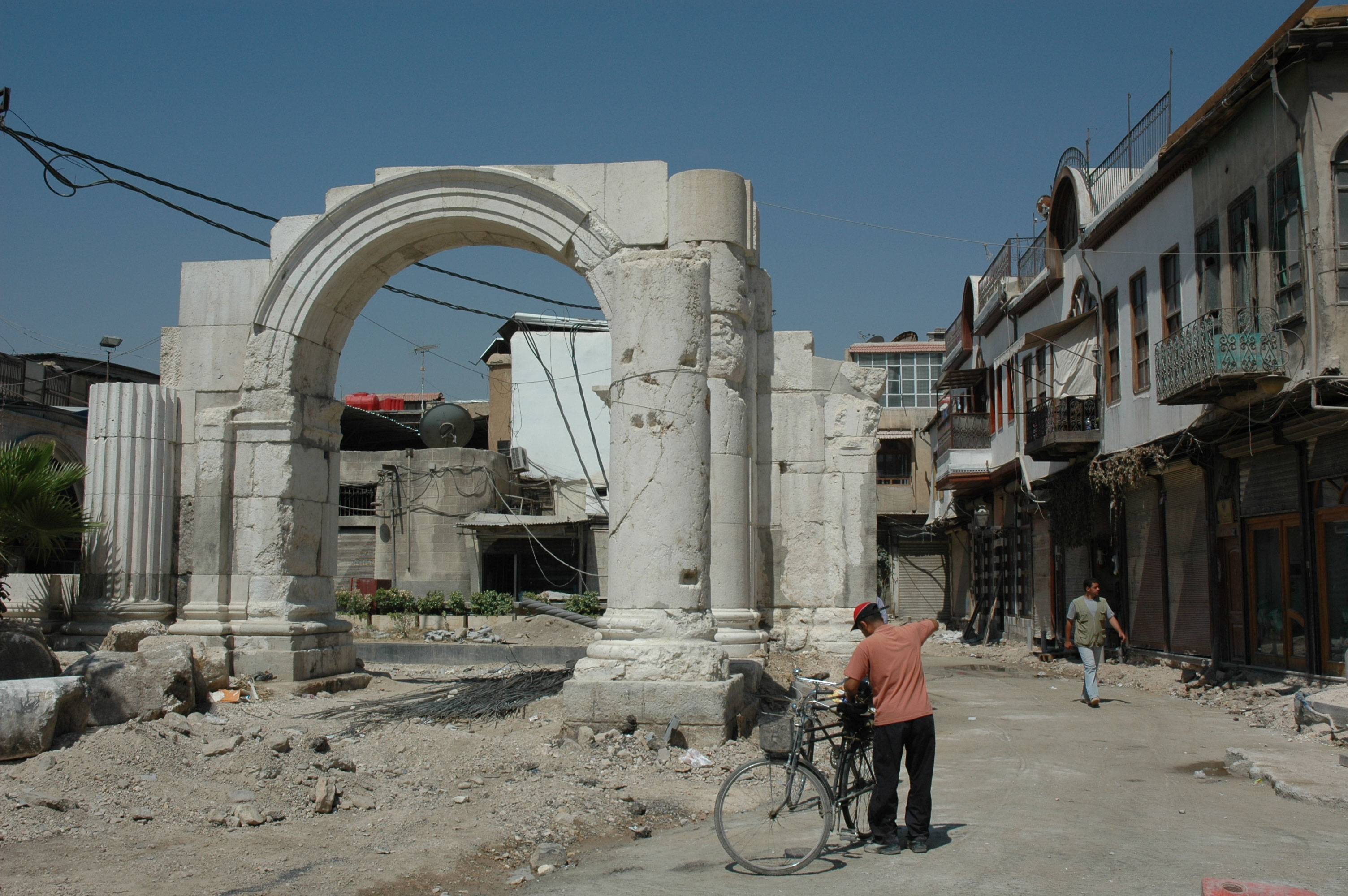
Römischer Triumphbogen 2017 mit einsamem Radfahrer und Fußgänger

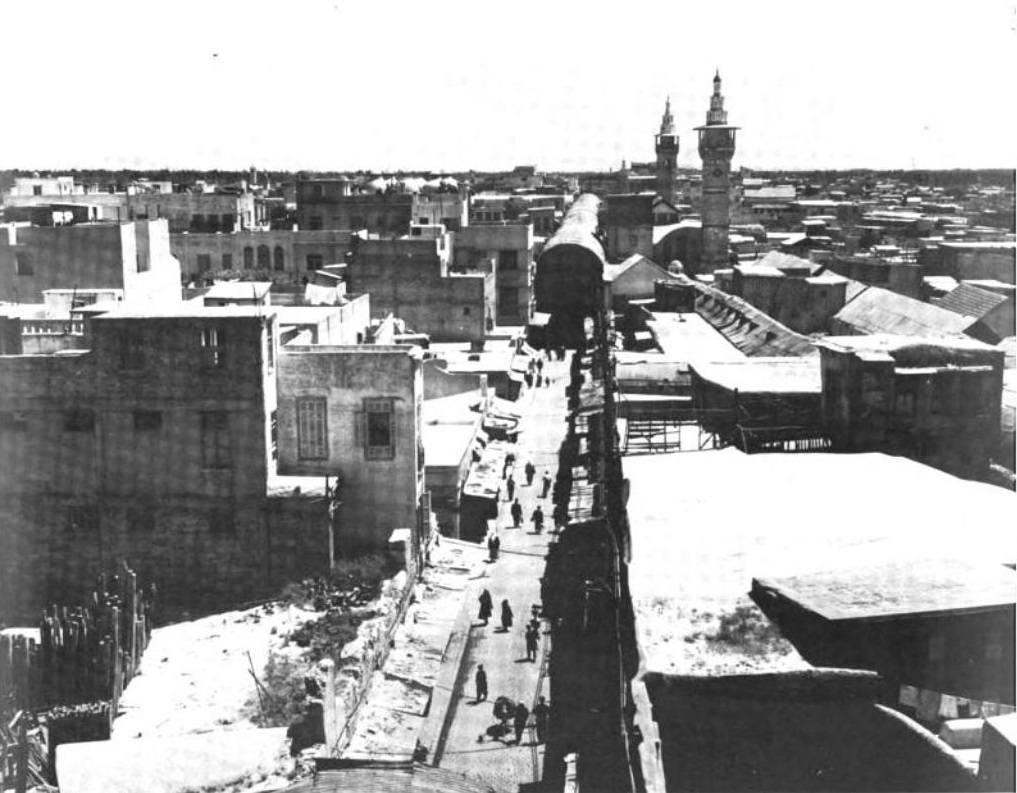
Gerade Straße von Damaskus und der Suq Madhat Pascha mit seinem Eisendach, vor 1875

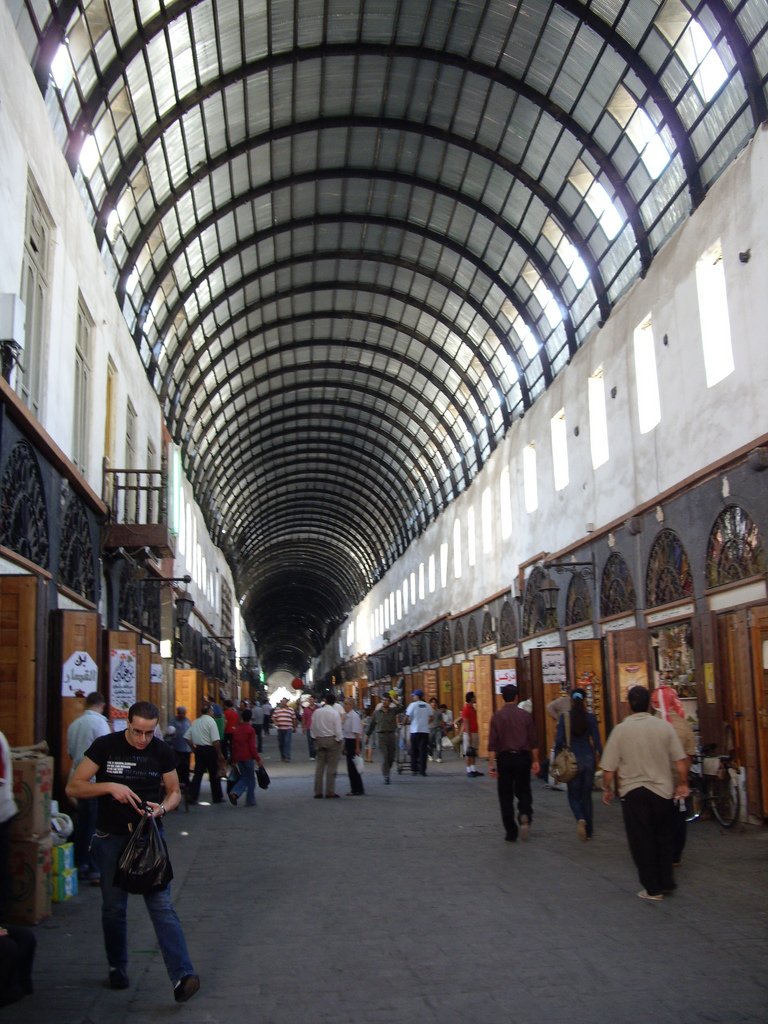
Suq Madhat Bāscha. Hier hat die Gerade Straße ein eisernes Dach und ist als Fußgängerzone mit Basaltsteinen gepflastert.

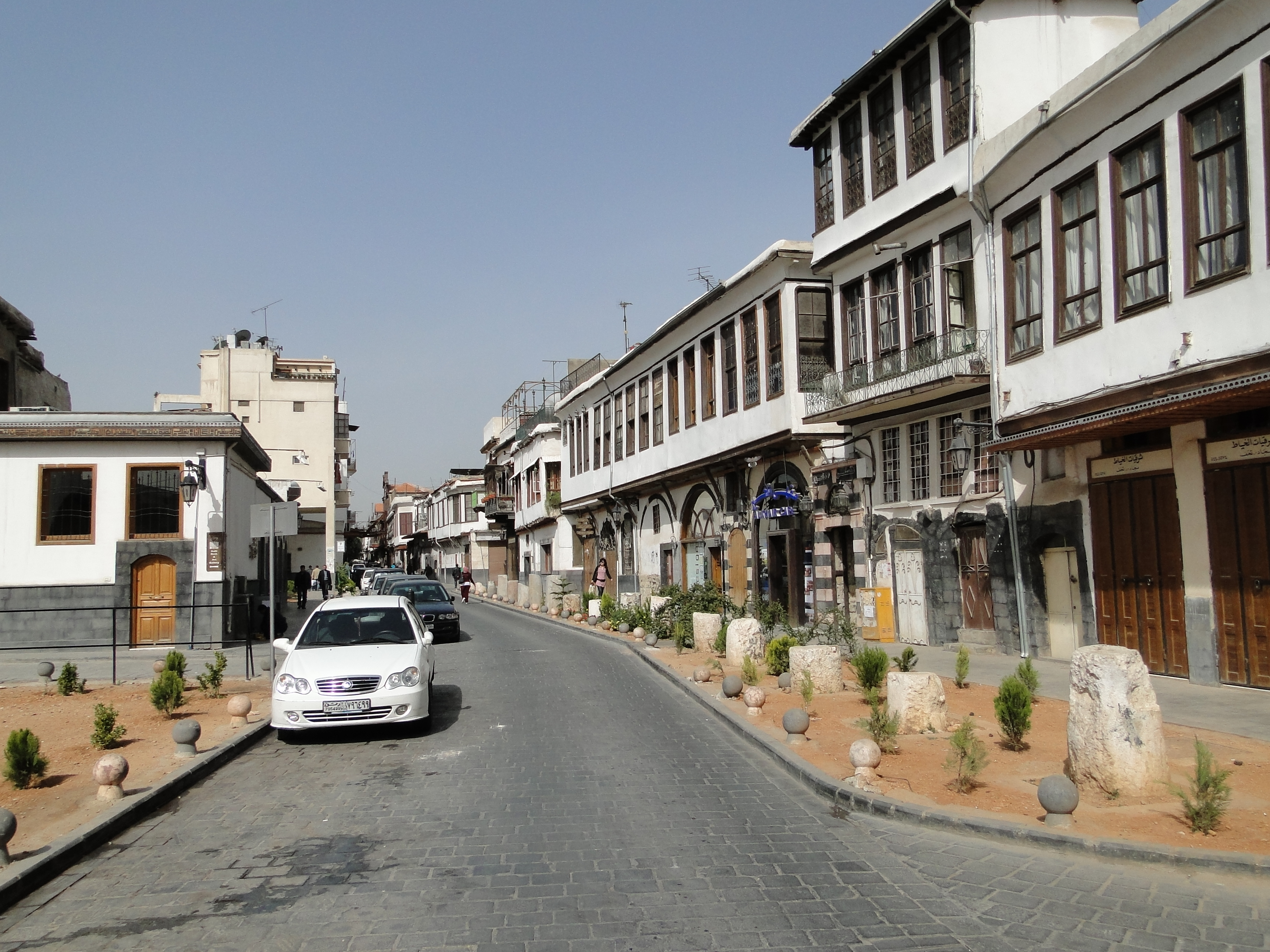
Schāri Bāb Scharqi im Ostteil der Altstadt. So schmal war die Straße zu Römerzeiten nicht.

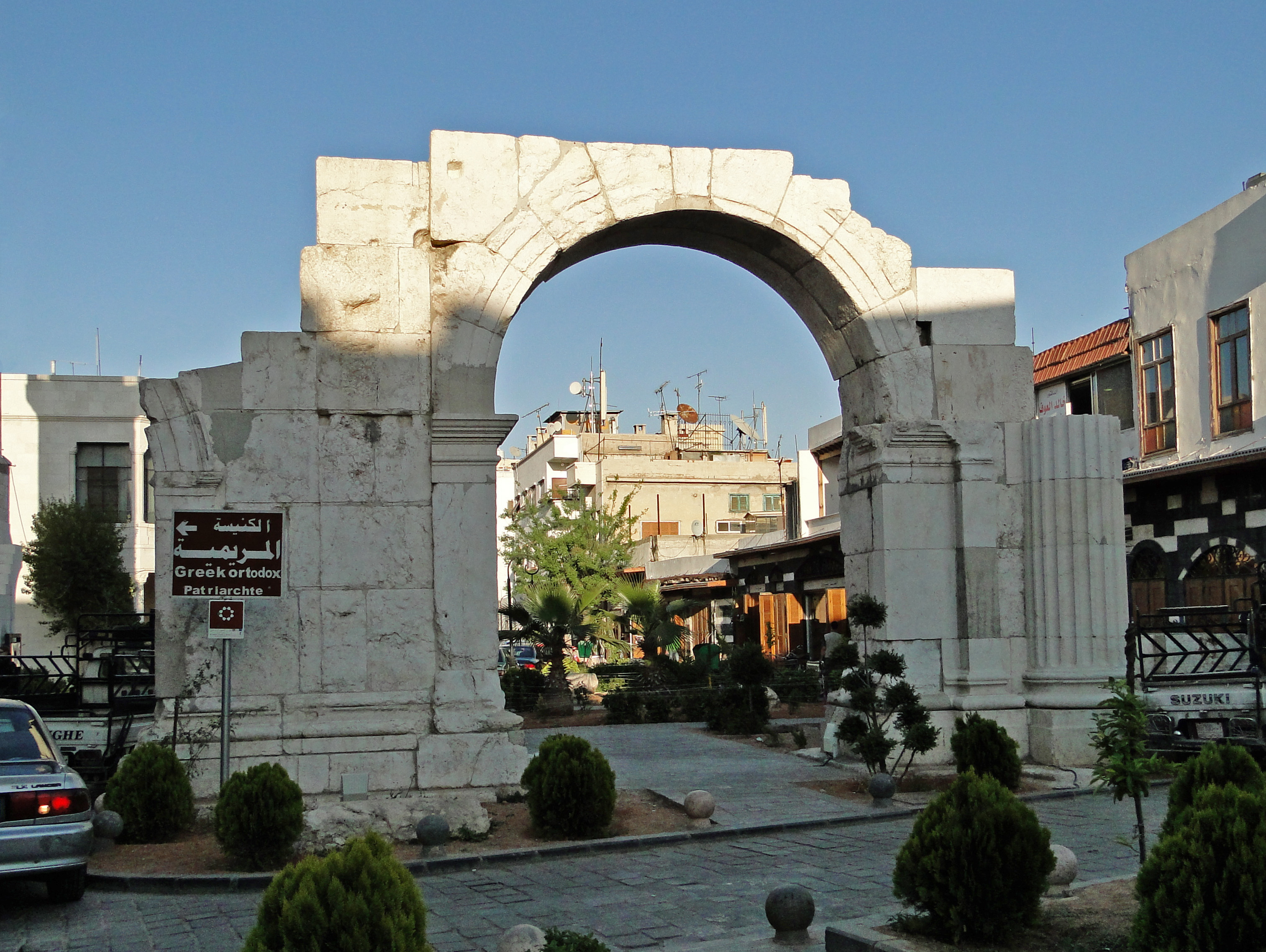
Triumphbogen mit Hinweis auf das Griechisch-orthodoxe Patriarchat, 2010

Die Gerade Straße von Damaskus (arabisch الشارع المستقيم, DMG aš-Šāriʿ al-Mustaqīm, lateinisch Via Recta) ist ein 1570 m langer Straßenzug in der Altstadt von Damaskus, der das im Westen liegende Stadttor Bāb al-Dschābiya mit dem Osttor Bāb Scharqi verbindet.

## Erwähnung in der Bibel
In der Apostelgeschichte des Lukas wird die Straße im 9. Kapitel erwähnt, nachdem der geblendete Paulus von Tarsus (hier unter seinem Namen Saulus genannt – der Name Paulus wird erst im 13. Kapitel zusätzlich erwähnt) nach dem Damaskuserlebnis, bei dem Jesus zu ihm sprach, von seinen Gefährten nach Damaskus geführt wurde und drei Tage nichts aß und nichts trank. Gott spricht zu Jesu Anhänger Hananias: „Steh auf und geh zu der Straße, die man Die Gerade nennt, und frag im Haus des Judas nach einem Mann namens Saulus aus Tarsus!“ (Apg 9,11 ), altgriechisch ἀναστὰς πορεύθητι ἐπὶ τὴν ῥύμην τὴν καλουμένην Εὐθεῖαν καὶ ζήτησον ἐν οἰκίᾳ Ἰούδα Σαῦλον ὀνόματι Ταρσέα (Apg 9,11 NA28). Hananias, der zunächst zweifelt, da Saulus als Pharisäer Anhänger der Jesusbewegung verfolgt hatte, gehorcht Gott, findet Saulus vor und legt ihm die Hände auf. Im Haus des Judas fällt es dem Saulus „wie Schuppen von den Augen“: Er kann wieder sehen und lässt sich taufen (Apg 9,18 ). Da Saulus nun das Evangelium predigt, wird er verfolgt und flieht aus Damaskus, indem er bei Nacht von seinen Anhängern in einem Korb von der Stadtmauer herabgelassen wird (Apg 9,25 ).
Der griechische Ausdruck ἐπὶ τὴν ῥύμην τὴν καλουμένην Εὐθεῖαν heißt „zu der Straße (ῥύμην), die man die Gerade (Εὐθεῖαν) nennt“ (jeweils im Akkusativ mit -ν), worunter die römische Via Recta verstanden wird. Das Haus des Judas (οἰκία Ἰούδα) befindet sich nach der Tradition im westlichen Teil der Geraden Straße, etwa 450 m östlich vom westlichen Stadttor, an der Südseite der Straße (Nr. 9 in der Karte von 1855). Dieser Bereich gehört zum überdachten Suq Madhat Bāscha. Heute befindet sich an dieser Stelle eine kleine Moschee mit einem kanzelartigen Balkon, der als Minarett dient, die Moschee Dschakmak oder Scheich Nabhan. Nach christlicher Überlieferung wurde diese Moschee auf den Grundmauern einer sehr alten Kirche errichtet, die wiederum aus dem Haus des Judas entstanden war. In diesem Gebäude soll Paulus getauft worden sein, nachdem er hier drei Tage weder gegessen noch getrunken hatte. Der Besitzer des Hauses, Judas (Ἰούδας), wird nicht weiter spezifiziert und stimmt nicht mit anderen biblischen Personen dieses Namens überein.
Das Haus des Hananias befindet sich abseits der Hauptverkehrsachse ganz im Nordosten der Altstadt an der Hanania-Straße im christlichen Viertel von Bab Tuma und dient heute als Kirche (Nr. 4 in der Karte von 1855 und St Anania Church in der Karte von 1958).
Laut Tradition wurde Paulus, arabisch Bulos (بولس) genannt, am Bab Kisan im Korb hinuntergelassen. Das Tor steht ebenfalls abseits der Hauptverkehrsachse im Südosten der Altstadt. 1939 wurde dort die Pauluskapelle, Mar Bulos (مار بولس), eingerichtet (Nr. 14 in der Karte von 1855 und St Pauls Chapel in der Karte von 1958).

## Geschichte
Zur Römerzeit war die in Ost-West-Richtung verlaufende Straße der Decumanus maximus, der das Westtor Porta Occidentalis mit dem Osttor Porta Orientalis, auch Sonnentor Porta Solis, verband, und kreuzte sich in seiner Mitte mit dem orthogonal zu ihm verlaufenden Cardo. Der Decumanus von Damaskus wurde Via Recta (Gerade Straße) genannt, ein Name, der inoffiziell auch heute noch im Arabischen verwendet wird (الشارع المستقيم, aš-Šāriʿ al-Mustaqīm). Der anderthalb Kilometer lange Straßenzug war 26 m breit – viermal so breit wie heute – und war von Säulen und Marktständen umgeben.
Bei der islamischen Eroberung von Damaskus 636 ritt Chālid ibn al-Walīd mit seinen islamischen Truppen durch die Porta Orientalis, das Osttor, arabisch Bab Scharqi, in die Stadt ein, womit die römische Herrschaft endete und die islamische begann. Die Via Recta behielt ihren Verlauf in den folgenden Jahrhunderten bis heute bei, wurde jedoch mit der Zeit immer schmaler, da die Handelsflächen und die Bebauung immer weiter zur Mitte hin ausgedehnt wurden. So hat der Straßenzug heute nur noch ein Viertel der ursprünglichen Breite, kann also bei weitem nicht mehr die Menge an fließendem Verkehr aufnehmen wie zur Römerzeit.
In der Zeit des französischen Mandats zwischen den beiden Weltkriegen wurde 4,5 m unter dem Boden ein antiker römischer Triumphbogen entdeckt, der offenbar Teil eines Tetrapylons (Τετράπυλον, Quadrifrons) am historischen Kreuzungspunkt des Decumanus und des Cardo war. Er wurde ausgegraben und auf Straßenniveau wieder errichtet. Der Kreuzungspunkt in der Mitte der Altstadt 675 m westlich von Bab Scharqi gilt auch als Grenze zwischen den drei historischen Stadtvierteln, die sich seit der islamischen Eroberung herausgebildet hatten: Westlich des Triumphbogens liegt der muslimische Teil der Altstadt mit seinen Moscheen, östlich dagegen der christliche und der jüdische Teil. Im Ostteil liegt überwiegend nördlich der Geraden Straße das christliche Viertel mit seinen Kirchen und den Stadttoren Bāb Tūmā (Thomastor) und Bab Scharqi. Südlich der Geraden Straße war das jüdische Viertel, doch die Juden verließen ab Ende der 1940er Jahre das Land, zuletzt in einer Emigrationswelle in den 1990er Jahren. Somit sind die Synagogen heute verwaist. Nachdem Damaskus als arabische Kulturhauptstadt des Jahres 2008 ausgewählt war, wurden große Teile der Geraden Straße in eine Fußgängerzone umgestaltet und mit schwarzen Basaltsteinen gepflastert.
Heute liegt der alte Decumanus bis zu 5 m unter dem heutigen Straßenpflaster des Šāri‘ al-Mustaqīm, der heutigen Geraden Straße. Lediglich das Osttor, Bab Scharqi, ist als solches mit seinen drei Bögen aus der Römerzeit erhalten, steht also als einziges der Stadttore auf dem ursprünglichen Straßenniveau, wobei die beiden kleinen äußeren Bögen für Fußgänger und der große mittlere für Fahrzeuge sind.

## Verlauf und Gebäude
Der Westteil der Geraden Straße in der muslimisch geprägten Hälfte der Altstadt von Damaskus zwischen dem westlichen, in Richtung der heute nicht mehr existierenden Stadt al-Dschābiya weisenden Tor Bāb al-Dschābiya (باب الجابية) und dem römischen Triumphbogen heißt offiziell Šāriʿ Madḥat Bāschā (شارع مدحت باشا), benannt nach dem osmanischen Reformpolitiker Midhat Pascha (مدحت باشا). Der westlichste Teil der Straße ist über mehrere hundert Meter mit einem gewölbten eisernen Dach gedeckt. Hier befindet sich der Suq Madhat Bāschā (سوق مدحت باشا), der größte Markt der Altstadt. Daran östlich anschließend befindet sich nördlich der Straße hinter einem Häuserblock versetzt der Chan As'ad Pascha, an dem links vorbei man nach Norden zur Umayyaden-Moschee kommt. Im Verlauf der Geraden Straße folgt über eine Länge von 400 m ein offener Abschnitt der Midhat-Pascha-Straße bis zum Triumphbogen.
Die östliche Hälfte der Geraden Straße von Damaskus ist offiziell nach dem Osttor benannt und heißt deshalb Šāriʿ Bāb Šarqī (شارع باب شرقي). Bereits am Triumphbogen wird man auf das griechisch-orthodoxe Patriarchat hingewiesen. Die griechisch-orthodoxe Mariamitische Kathedrale von Damaskus steht hier hinter einem Häuserblock, in dem sich das Patriarchat befindet, auf der Nordseite der Geraden Straße. Rund 300 m östlich vom Triumphbogen zweigt nach Norden die Straße Šāriʿ Bāb Tūmā (شارع باب توما) ab, die durch das christliche Viertel zum Thomastor (Bāb Tūmā) führt. Auf der Südseite der Bāb-Scharqi-Straße befindet sich großenteils das ehemalige jüdische Viertel, doch kurz vor dem Osttor stehen südlich der Straße in dem nach dem Tor benannten Viertel Bāb Scharqi drei Kathedralen unterschiedlicher christlicher Kirchen: Etwa 100 m vor dem Osttor steht an der Südseite der Geraden Straße die Sankt-Paulus-Kathedrale der Syrisch-katholischen Kirche, südlich davon die auch als al-Zeitoun-Kirche bekannte melkitische griechisch-katholische Kathedrale. Direkt beim Bāb Scharqi steht an der Südseite der Geraden Straße die Sankt-Sarkis-Kathedrale der Armenischen Apostolischen Kirche.